# Województwo krakowskie (1793)

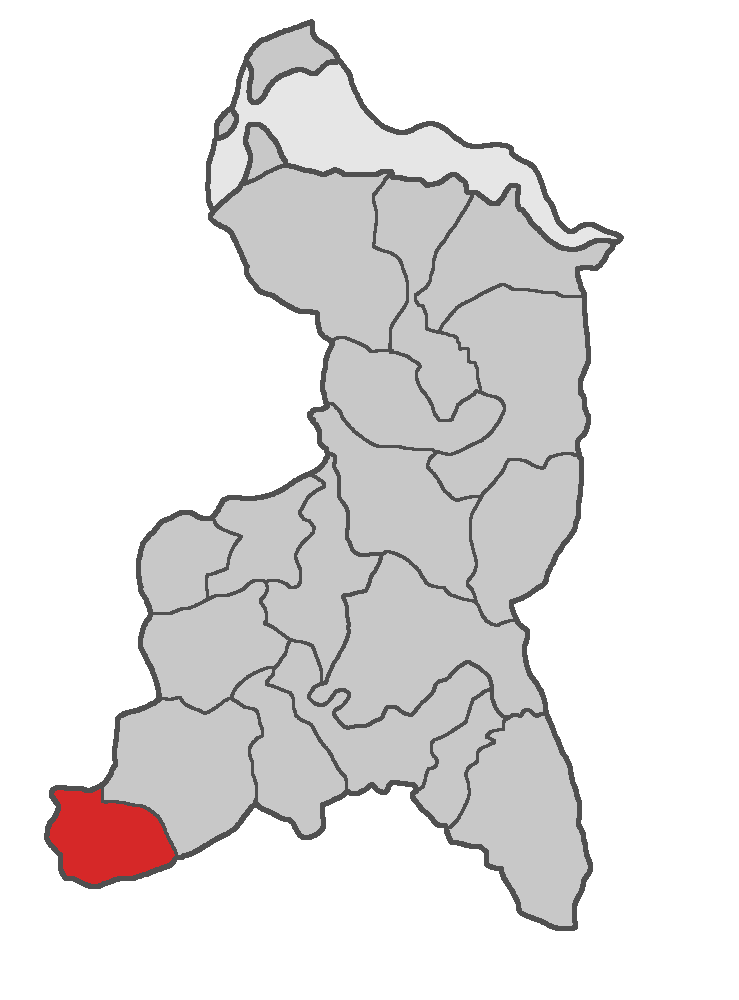
Województwo krakowskie na tle województw utworzonych na sejmie grodzieńskim

Województwo krakowskie zostało utworzone na sejmie grodzieńskim 23 listopada 1793 r. Nie zostało w pełni zorganizowane w związku z rozpoczęciem insurekcji kościuszkowskiej. Województwo miało mieć w Sejmie dwóch senatorów (wojewodę i kasztelana) i sześciu posłów wybieranych na cztery lata (po dwóch z każdej ziemi). Sejmiki miały odbywać się w kościele farnym w Żarnowcu.
Województwo dzieliło się na trzy ziemie:
- krakowską
  - powiat krakowski
  - Księstwo Siewierskie
- proszowską
  - powiat proszowski
  - powiat wiślicki (część)[1]
- żarnowiecką
  - powiat księzki
  - powiat lelowski